# ウィナンド・ニュイエン
ウィナンド・ニュイエン（Wijnand Jan Josephus Nuijen、1813年3月4日 - 1839年6月2日）はオランダの風景画家である。フランスのロマン主義の影響を受けた風景画を描いた。19世紀後半の「ハーグ派」と呼ばれる画家たちの先駆けに位置する画家である。

## 略歴
デン・ハーグで生まれた。父親はパン職人であったが、息子の絵の才能を見て、12歳の時、デン・ハーグの画家、アンドレアス・スヘルフハウトのもとで美術を学ばせた。1825年から1829年までハーグの美術学校の学生となり、バルトロメウス・ファン・ホーフェに学んだ。16歳の1829年に展覧会に出展を始め、オランダの文化の協会であるsociëteit Felix Meritisから水彩画による風景画に賞が贈られた。
その後、ベルギー、フランス、ドイツを旅した。友人となった画家、アントニー・ワルドルプ(Antonie Waldorp:1803-1886)とともに旅することもあった。当時多くの画家が活動していた、ノルマンディーに何度か旅し、フランスの北部海岸を描き、リチャード・パークス・ボニントンやウジェーヌ・イザベイといった画家たちと親しくなった。「ハーグ派」となる画家、ヨハネス・ボスボームらに影響を与えた。
1836年にアムステルダムの王立美術アカデミーの会員に選ばれた。師であったスヘルフハウトの娘と結婚したが、結婚からまもなく26歳で、デン・ハーグで没した。

## 作品

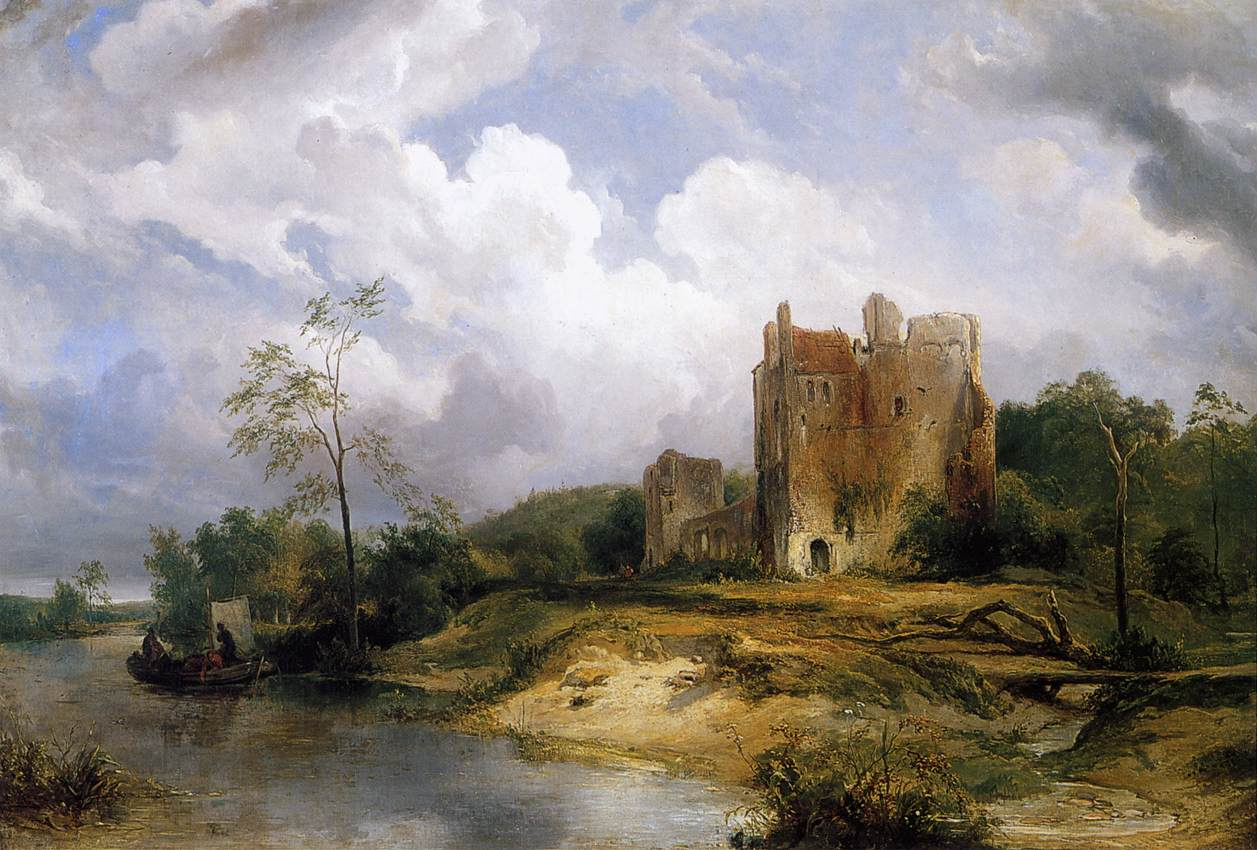
遺跡のある川の風景 (1838)
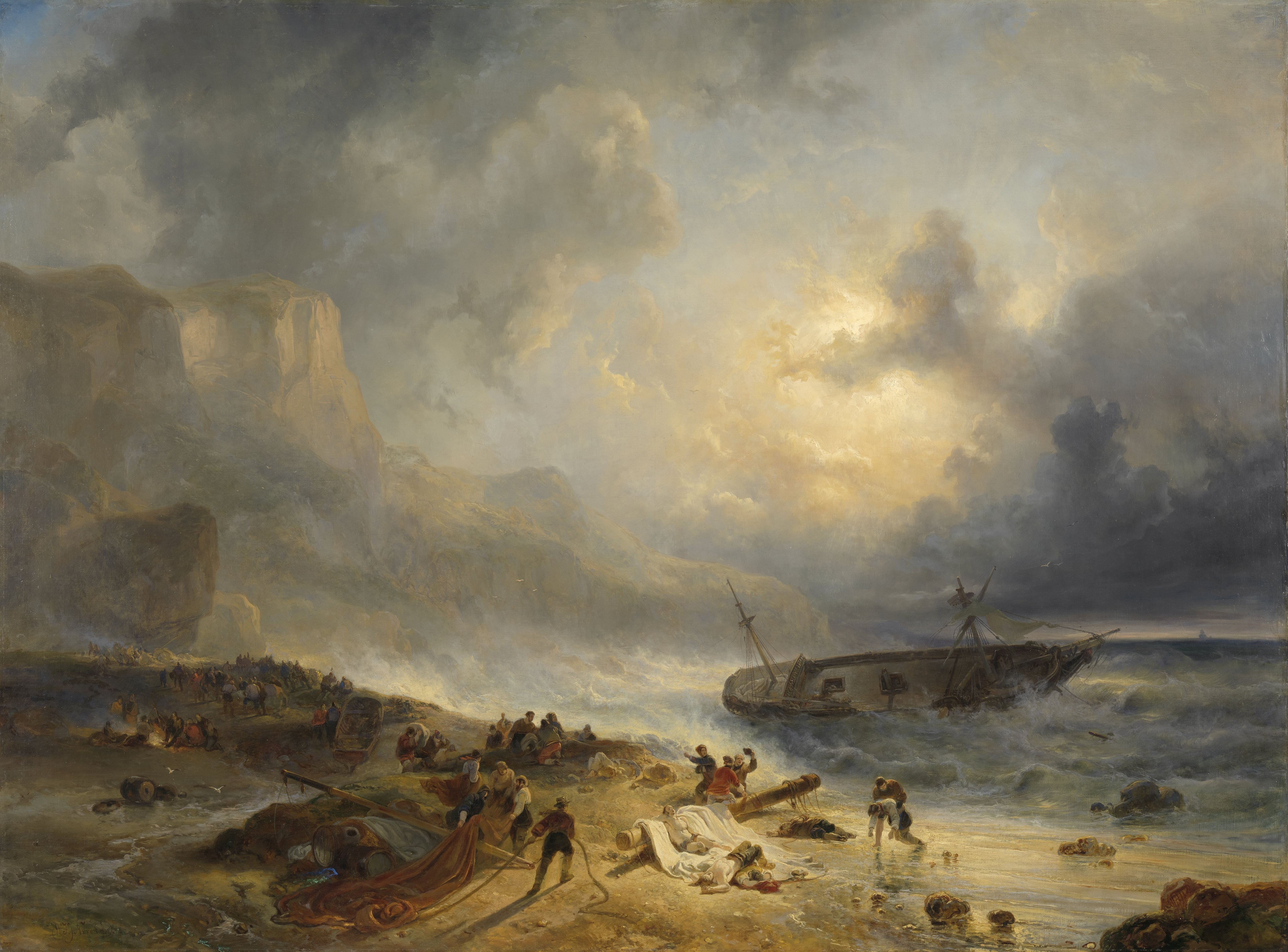
座礁した難破船
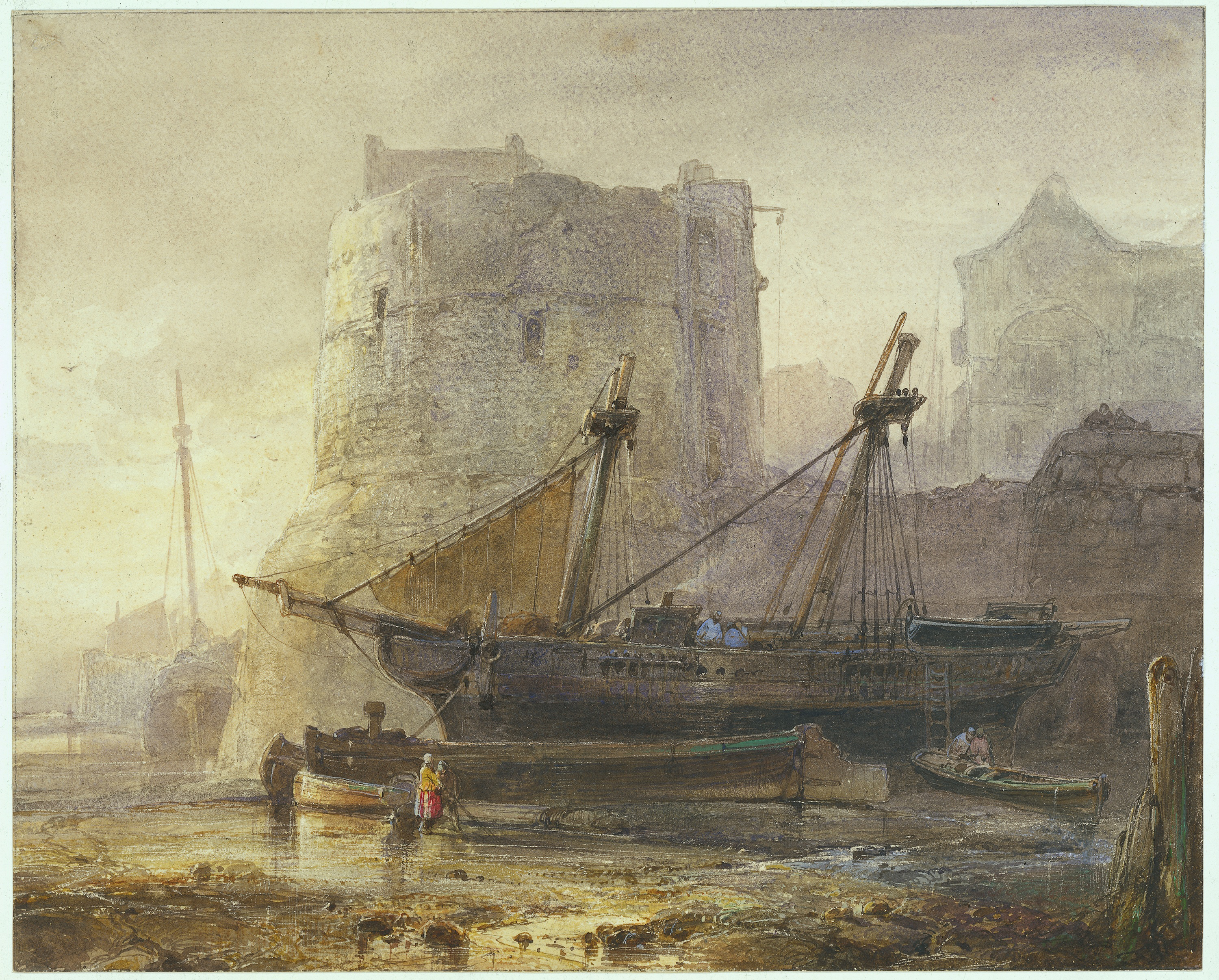
干潮のフランスの港の船 (1836)
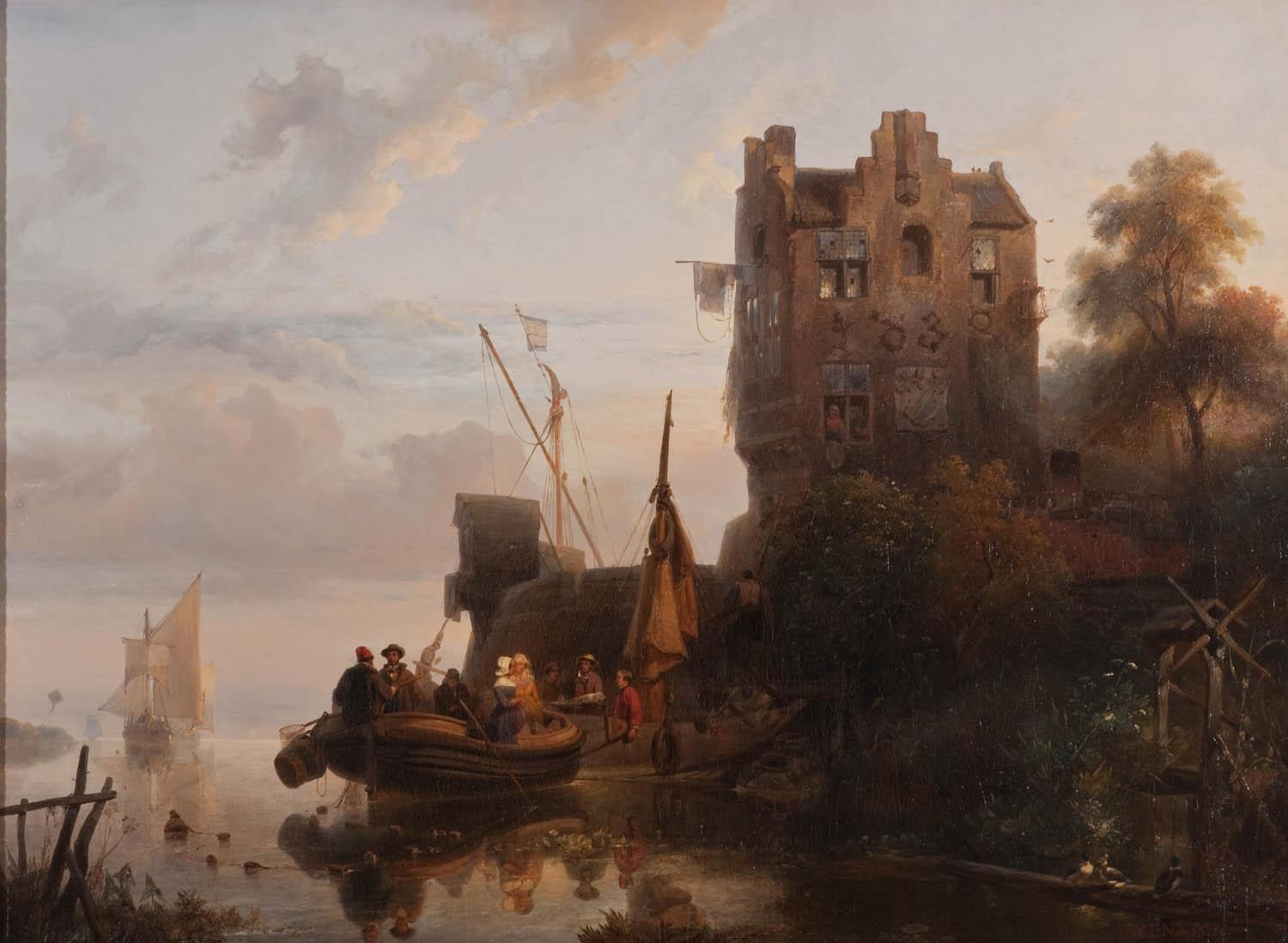
ボート
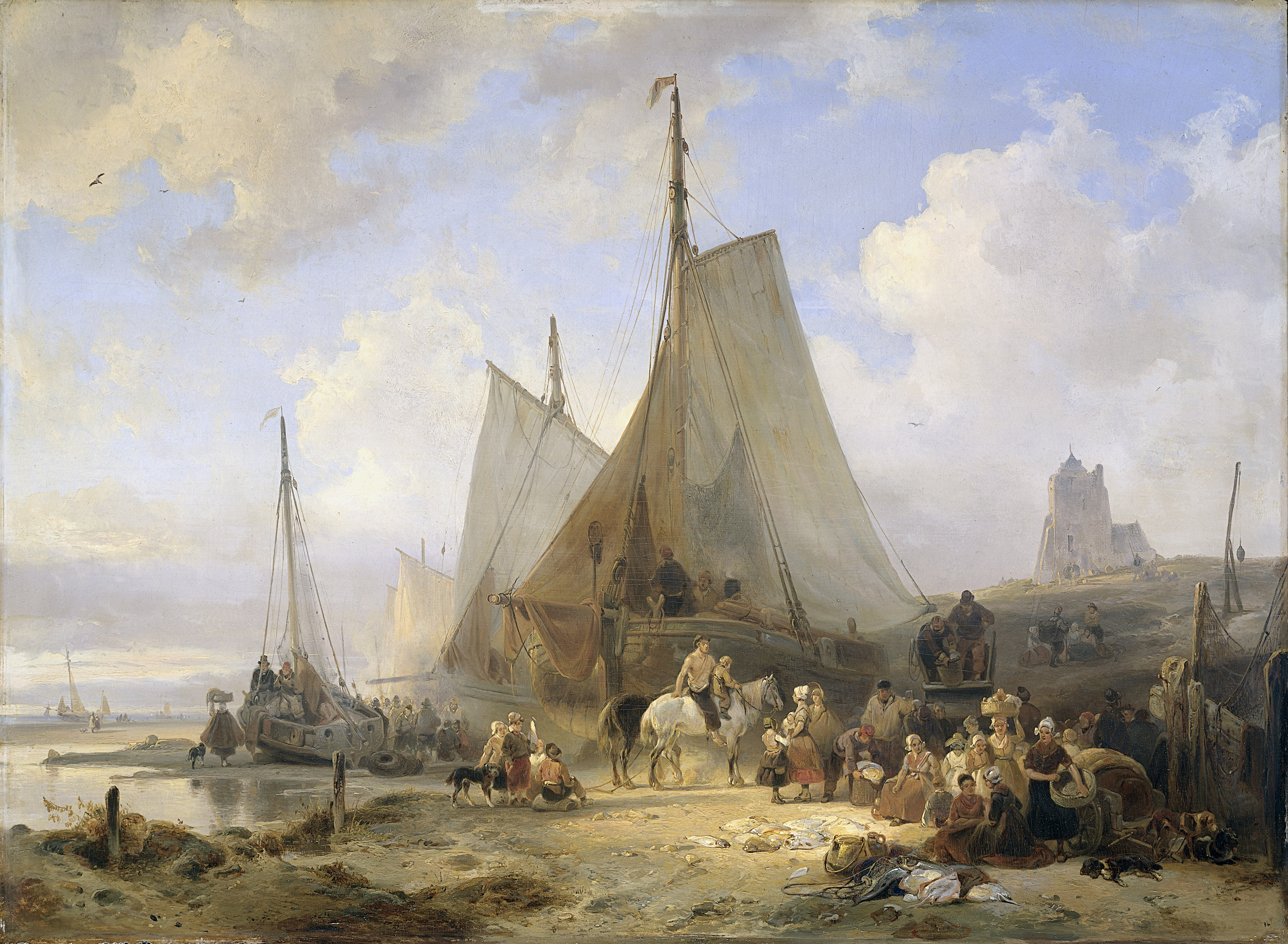
岸辺の漁船
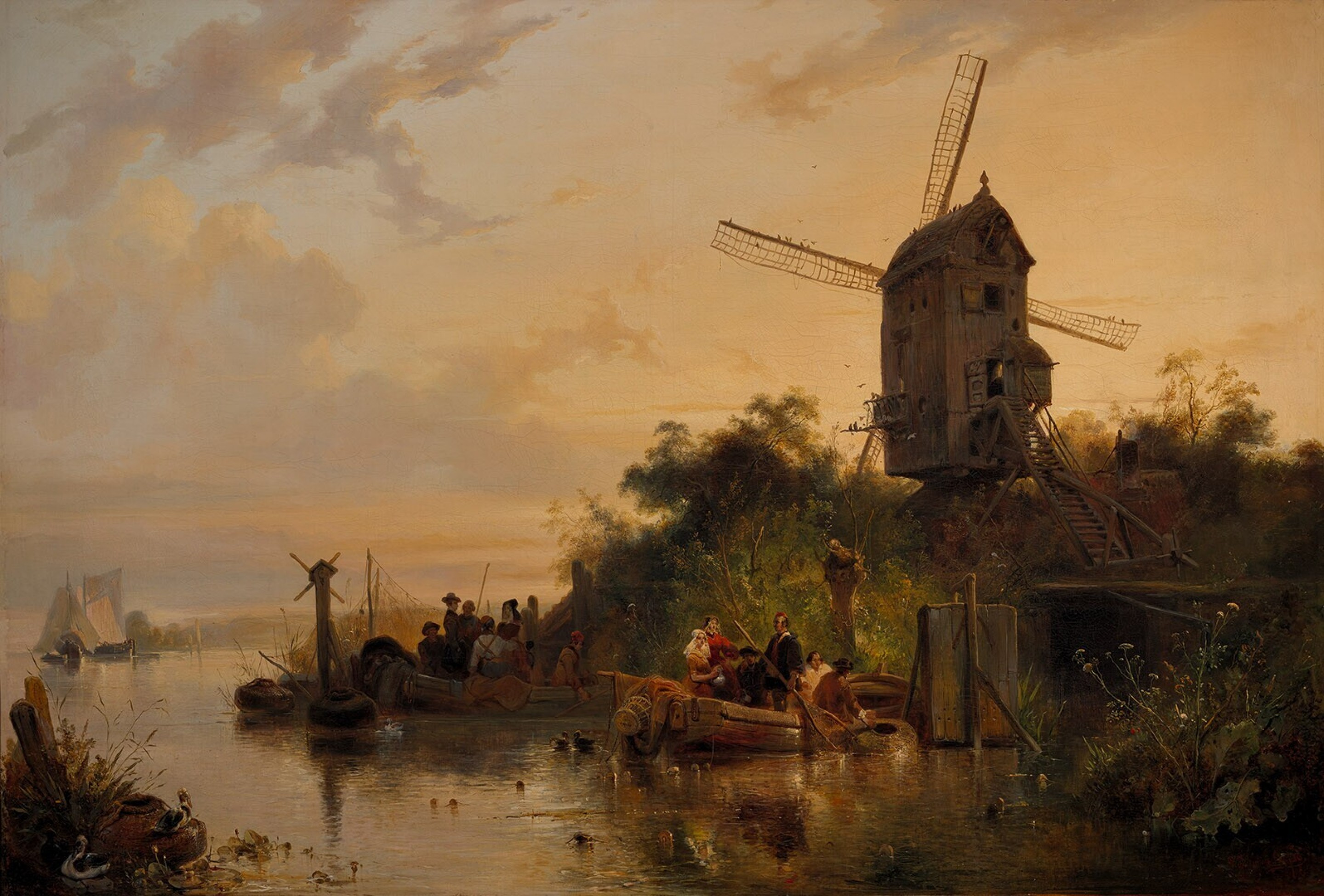
風車のある水辺